# Amin Demnati
Ne doit pas être confondu avec Amine Lahcen Demnati.
Amin Demnati ou Mohamed Amine Demnati, né le 15 janvier 1942 à Marrakech et mort le 10 juillet 1971 à Skhirat, est un peintre marocain.

## Biographie
Né le 15 janvier 1942 à Marrakech, Amine Demnati intègre la section des arts appliqués au collège Mers Sultan. Il poursuit ses études à Paris à l’École des arts appliqués et y organise en 1961 sa première exposition. De retour au Maroc, il expose à Rabat, dans sa ville natale et à Casablanca.
Il commence par utiliser un style de paysage urbain « typique » pour se concentrer sur les éléments structurels des rues, des ruelles, des places et des foules de Marrakech.
Il meurt le 10 juillet 1971 à Skhirat, atteint par une rafale de mitraillette.